# Université de Nouvelle-Angleterre (Australie)
L'université de Nouvelle-Angleterre (The University of New England, UNE) est une université publique australienne comptant environ 18 000 étudiants située à Armidale, au nord de la Nouvelle-Galles du Sud.

## Histoire
À son origine, en 1938, l'université était rattachée à l'université de Sydney sous le nom de New England University College. Elle devint autonome en 1954 et fut la première université australienne à être située en dehors d'une capitale d'État.  
Depuis 1955, l'université a développé l'enseignement par correspondance et à l'heure actuelle plus de 14 000 étudiants suivent leurs cours ainsi tandis que près de 4 000 les suivent sur un campus datant de l'origine de l'université.
En juillet 2006, le Premier ministre John Howard annonça l'ouverture d'une faculté de médecine sur le site pour faire face au manque aigu de médecins généralistes dans les régions agricoles. La formation chaque année de soixante médecins est assurée en association avec l'université de Newcastle.

## Caractéristiques
L'université est orientée vers l'enseignement et la recherche essentiellement dans les domaines du droit et de la santé. La faculté de droit est l'une des plus importantes d'Australie et la plus importante hors d'une capitale d'État.
Les recherches portent essentiellement sur les domaines de l'agriculture, de l'économie, de la linguistique et de l'archéologie. L'université forme environ 500 doctorants simultanément.

## Campus

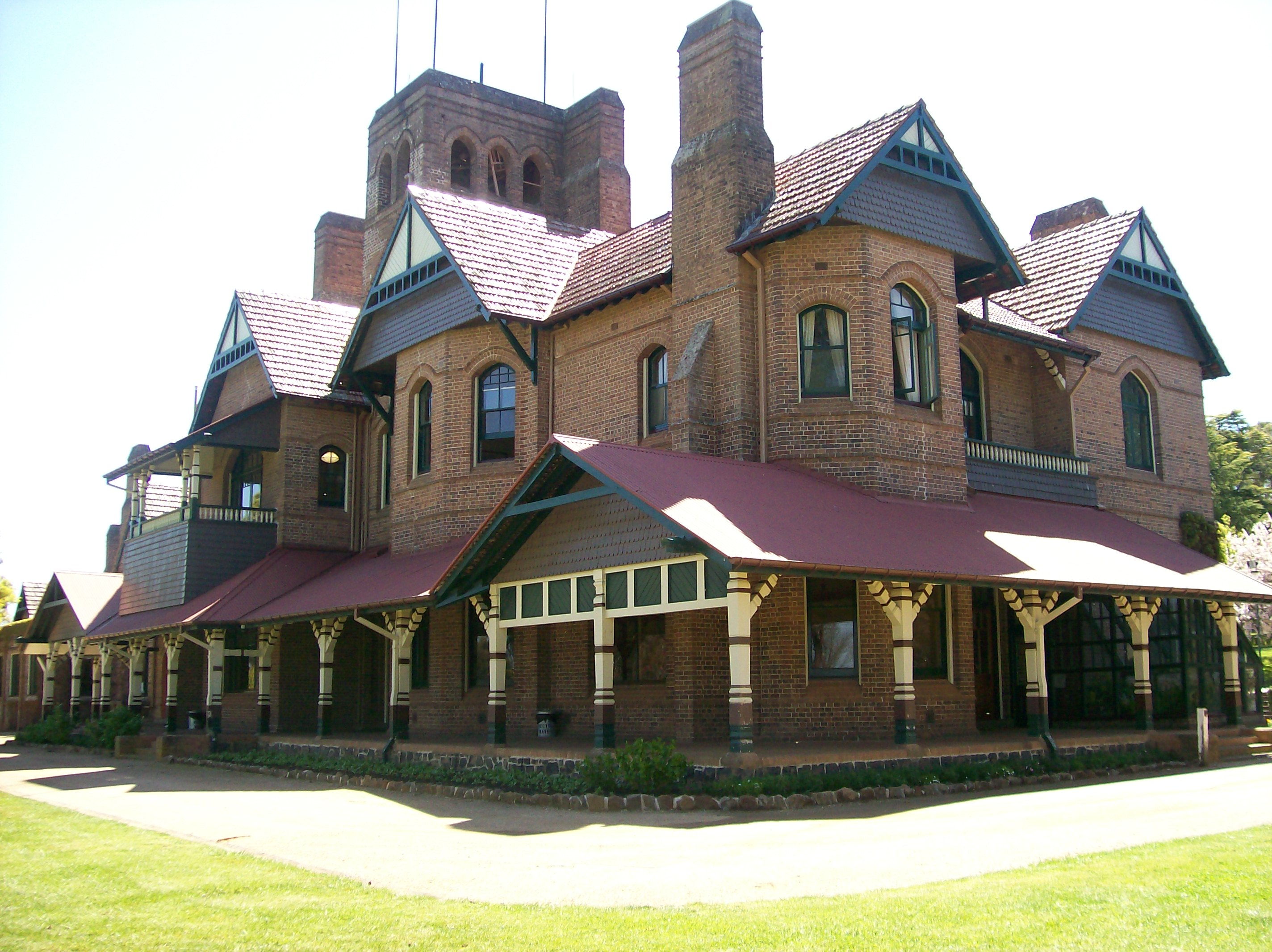
La résidence Booloominbah.

Le campus abrite des bâtiments historiques comme la vieille résidence « Booloominbah » et la résidence « Trevenna » du vice-chancelier qui sont l'œuvre de l'architecte John Horbury Hunt.

## Facultés et Écoles
L'université est divisée en deux facultés, elles-mêmes divisées en plusieurs écoles. 
- Faculté des lettres et des sciences
  - School of Arts
  - School of Behavioural, Cognitive and Social Sciences
  - School of Humanities
  - School of Environmental and Rural Science
  - School of Science and Technology
- Faculté professionnelle
  - School of Business, Economics and Public Policy
  - School of Law
  - School of Education
  - School of Health
  - School of Rural Medicine

## Anciens étudiants
- Esiteri Vakalala-Kamikamica, syndicaliste fidjienne, y a étudié l'anglais et la géographie, diplômée en 1961[2].